# Dixin Dushun
Dixin Dushun (557-640; chiń. trad. 帝心杜順, pinyin Dìxīn Dùshùn) – chiński mnich buddyjski, przyczynił się do sinizacji buddyzmu, pierwszy patriarcha szkoły huayan. Znany także jako Fashun.

## Biografia
Urodził się w czasie panowania dynastii Chen w Wannian (dzisiejszy Xi’an). Cesarzem był wówczas Chen Wudi (chiń. 武, pan. 557-559). Już jako dziecko był bardzo religijny. Lubił bawić się w mnicha i udawał, iż wygłasza kazania dla kolegów z sąsiedztwa.
W wieku 15 lat wstąpił do armii, w której wykonywał prace służebne: nosił wodę i zbierał drewno na opał. Jednak już w wieku 18 lat został wyświęcony na mnicha przez mistrza chan Daozhena, u którego praktykował medytację. Jego imię Dharmy to Shi Fashun. W jakiś czas potem udał się w wędrówkę po Chinach prezentując umiejętność czynienia cudów, jak również demonstrował swoje wielkie moce uzdrawiania. Podobno nawet sam cesarz Taizong z Tangów (chiń.太宗, pan. 627-649) zwrócił się do niego po pomoc w ciężkiej chorobie. Dushun poradził mu, aby ogłosił powszechną amnestię, a po zastosowaniu się do rady - cesarz wyzdrowiał. Cesarz obdarzył go wtedy honorowym tytułem.
Przez ludzi nazywany był "bodhisattwą z Dunhuangu". Według jednej z legend związanych z jego życiem, Dushun zawiesił parę butów na bramie bazaru i przez trzy dni nikt ich nie ukradł. Gdy ludzie pytali go o to, odparł: "Przez nieskończone kalpy aż do teraz nigdy nikomu nie ukradłem nawet grosza, jak ktokolwiek mógłby mi cokolwiek ukraść?". Po tym wydarzeniu wielu złodziei zmieniło swoje postępowanie.
Jego głównym zainteresowaniem cieszyła się Avatamsaka Sutra. Przez wiele lat studiując ją prowadził życie pustelnika na górze Zhongnan (chiń. 終南山) oraz w klasztorze Yunji (na tej samej górze) w prowincji Shaanxi na południe od Xi’anu (w tym klasztorze poznał koreańskiego mnicha Chajanga). Opierając się na naukach tej sutry napisał traktat (Huayan) fajie guanmen (pol. Wgląd w dharmadhatu). Według legendy po skończeniu pracy na tym dziełem, wrzucił rękopis do ognia modląc się: "Jeśli to, co napisałem jest zgodne z naukami Buddy, to ani jedno słowo nie zostanie zniszczone przez ogień". Po wygaśnięciu ognia rękopis pozostał nietknięty.
Dwudziestego piątego dnia jedenastego miesiąca 640 r. Dushun zgromadził w świątyni wszystkich swoich uczniów i pożegnał się z nimi. Następnie udał się do pałacu, aby pożegnać się z cesarzem. Po powrocie do klasztoru zmarł bez żadnych oznak choroby.

## Znaczenie Dushuna
Dla współczesnych był cudotwórcą i uzdrowicielem, którego życie przepełnione było wręcz legendarnymi wydarzeniami. Jednak jego dzieło Fajie guanmen świadczy o tym, że był wybitnym myślicielem, którego dzieło przyczyniło się w wielkim stopniu do powstania i rozwoju szkoły huayan. Nawet w okresie Tang, Daoxuan (596-667) w swojej pracy Xu gaoseng zhuan umieszcza jego biografię wśród cudotwórców/czarowników (chiń. gantong) a nie wśród egzegetów (chiń. yijie).
Dzieło Dushuna zawiera w podstawowej formie idee i tematy, które będą rozwijane w powstałej w przyszłości szkole huayan. Styl i zawartość tej pracy wykazują elementy typowe dla powstającego w Chinach nowego buddyzmu, będącego chińską reakcją na buddyzm indyjski. Jest ona podzielona na trzy główne części: wgląd w prawdziwą pustkę (chiń. zhenkong guanfa), wgląd we wzajemne niepowstrzymanie zasady (noumen) i fenomenów (chiń. lishi wu’ai guan), wgląd w totalne rozszerzanie się i włączanie (chiń. zhoubian hanrong guan.
Te trzy wglądy odbijają typowe chińskie zastrzeżenia dla negatywnych konatywnych implikacji wynikających z nauki o pustce. Jednak w przeciwieństwie do chybionych prób zrozumienia pustki w ontologicznych terminach neotaoistycznych, Dushun zaprezentował odpowiednie i autorytatywne zrozumienie tego podstawowego pojęcia mahajany. Pierwszy wgląd reprezentuje zwięzłe podkreślenie standardowego madhjamicznego rozumienia związków pustki (chiń. kong, skr. śunyata) i formy (chiń. se, skr. rupa). Chociaż to pierwsze wyrażenie ukazuje prawdziwą pustkę realności, to jeszcze nie ujawnia jej wspaniałej rzeczywistości (chiń. miaoyu). Zapewnia to drugie wyrażenie, w którym Dushun wprowadza dwa nowe określenia li - zasada i shi - fenomen. Oba te terminy, które staną się definiującymi składnikami leksykonu huayan, zostały zaczerpnięte przez Dushuna z chińskiej tradycji filozoficznej i przedstawiają znaczący postęp w definiowaniu pustki. Zastąpienie "pustki" przez "zasadę" zasygnalizowało ważny krok w kierunku bardziej afirmującej dyskusji.
Z kolei zastąpienie "formy" przez "fenomen" oznacza podobnie ważny zwrot ku afirmacji fenomenalnego świata. To drugie wyrażenie wyjaśnia różne sposoby, w jakich fenomeny i zasada są wzajemnie powiązane. Ponieważ fenomeny przedstawiają rzeczywisty przykład zasady, wszystkie fenomeny są zatem uprawomocnione. To pozytywne zatwierdzenie fenomenalnego świata podsumowuje się w trzecim wglądzie - całkowitego rozszerzania się i włączania. W tym wglądzie zasada sama w sobie jest ostatecznie przekroczona, a wchodzi się w świat totalnego wszechprzenikania, z którego tradycja huayan jest tak słynna. Ta wizja jest unikatowo poglądem ukształtowanym w ramach huayan. Dziesięć "bram", przy pomocy których wyjaśniał te wglądy, zostały wykorzystane przez Yunhua Zhiyana (jako "dziesięć mądrości" (chiń. shixuan), a następnie przez Fazanga już w innych celach.
Tekst Fajie guanmen zabezpieczył sobie centralne miejsce w tradycji huayan. Tradycja ceni go za zwięzłe wyjaśnienie zasadniczego celu Sutry Awatamsaki.